# Lorenzo Branzoni
Lorenzo Branzoni (Pavia, 3 giugno 1962) è un ex arbitro di calcio italiano.

## Carriera
Appartenente alla sezione AIA di Pavia; anche suo padre Umberto è stato arbitro in Serie A negli anni sessanta e settanta.
Iniziò ad arbitrare nella stagione 1978-1979.
Debuttò in Serie B nella stagione 1995-1996, il 27 agosto 1995 nella partita Lucchese-Chievo.
Esordì in Serie A nella stagione 1995-1996, il 12 maggio 1996 nella partita Atalanta-Padova.
Ha un consuntivo finale di 9 presenze in Serie A e di 85 presenze in Serie B.
Smise di arbitrare al termine della stagione 1999-2000.
Nel 2008 diviene presidente del Panathlon International di Pavia.